# Premios Simón Bolívar de Televisión
Los Premios Simón Bolívar de Televisión fueron una entrega de reconocimientos de la Televisión Colombiana, creados por Inravision y el  Grupo Bolívar  en 1987 los mismos que crearon El Premio Nacional de Periodismo, solo que esta vez premiaban a los actores, directores, series y telenovelas favoritas.

## Premios por años
- 01º Premios Simón Bolívar de Televisión (1987)
- 02º Premios Simón Bolívar de Televisión (1988)
- 03º Premios Simón Bolívar de Televisión (1989)
- 04º Premios Simón Bolívar de Televisión (1990)
- 05º Premios Simón Bolívar de Televisión (1991)
- 06º Premios Simón Bolívar de Televisión (1992)
- 07º Premios Simón Bolívar de Televisión (1993)
- 08º Premios Simón Bolívar de Televisión (1994)
- 09º Premios Simón Bolívar de Televisión (1995)
- 10º Premios Simón Bolívar de Televisión (1996)
- 11º Premios Simón Bolívar de Televisión (1997)
- 12º Premios Simón Bolívar de Televisión (1998)

Estos premios dejaron de existir, ya que no contaban con la misma popularidad de los Premios India Catalina.

## Transmisión
- 1988 - 1999: Cadena 1.